# شيرلي هيمفيل
شيرلي هيمفيل (بالإنجليزية: Shirley Hemphill)‏ هي ممثلة أمريكية، ولدت في 1 يوليو 1947 في آشفيل في الولايات المتحدة، وتوفيت في 10 ديسمبر 1999 في ويست كوفينا في الولايات المتحدة بسبب قصور كلوي.

## وصلات خارجية
- شيرلي هيمفيل على موقع IMDb (الإنجليزية)
- شيرلي هيمفيل على موقع إن إن دي بي (الإنجليزية)
- شيرلي هيمفيل على موقع قاعدة بيانات الفيلم (الإنجليزية)